# 1343 Nicole
1343 Nicole (1935 FC) là một tiểu hành tinh vành đai chính được phát hiện ngày 29 tháng 3 năm 1935 bởi L. Boyer ở Algiers.